# César Hipólito Bacle
César Hipólito Bacle (Versoix, 16 de febrero de 1794 - Buenos Aires, 4 de enero de 1838) fue un litógrafo suizo que trabajó en Buenos Aires los últimos diez años de su vida, publicando numerosas obras y periódicos ilustrados. Vinculado a los enemigos políticos de Juan Manuel de Rosas y a gobiernos extranjeros enfrentados a la Confederación Argentina fue detenido, muriendo al poco tiempo de salir de prisión, lo que se convirtió en una de las excusas para el bloqueo francés al Río de la Plata.

## Biografía
César Hipólito Bacle (Michel-César-Hippolyte Bâcle) nació en Versoix, en los alrededores de Ginebra, Suiza, el 16 de febrero de 1794, hijo de Jacques Bacle de Saint Loup y de Marta N..
Aprendió dibujo, topografía, cartografía y ciencias naturales, y a los 22 años se casó con la pintora Adrienne Pauline Macaire (Andrea Bacle). Entre 1817 y 1818 viajó por el interior de África y fue nombrado brevemente gobernador de Senegal.

### Buenos Aires (1828-1831)

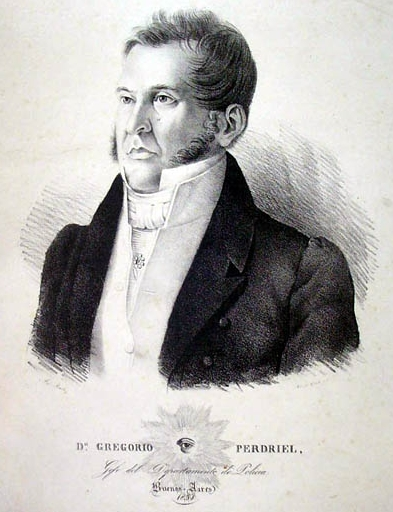
Litografía de Gregorio Perdriel, en Fastos....

Llegó finalmente al Río de la Plata alrededor del año 1828, en que publicitó en la Gazeta Mercantil de Buenos Aires del 19 de noviembre la apertura de su establecimiento litográfico.
Instaló en la Calle de la Catedral N° 17 el taller de litografía que se convertiría rápidamente en el establecimiento litográfico más prolífico del país y en fuente de algunos de los documentos gráficos más valiosos de la época.
Para su trabajo adquirió al estado las herramientas y materiales utilizados en 1826 por el comerciante y naturalista francés Juan Bautista Douville, quien con la asistencia del pintor francés Luis Laisney se había dedicado al oficio en ese año y publicado litografías de Guillermo Brown y Carlos María de Alvear entre otros.
En 1829 el gobernador Juan José Viamonte nombró a su establecimiento como Impresores Litográficos del Estado por lo que se convirtió en el "Taller de Litografía e Imprenta del Estado". Bacle publicó los Principios de Dibujo, primer material didáctico publicado en el país, la Vista de la ciudad de Salta, retratos de Manuel Belgrano, Pascual Echagüe, Gregorio Perdriel, Manuel Dorrego, facsímiles de cartas de Dorrego, etc.
Publicó en diez cuadernos una monumental Colección general de marcas de ganado de la Provincia de Buenos Aires.
Trabajó también sobre el Proyecto de los Fastos de la República Argentina y Trages y costumbres de la Provincia de Buenos Aires.
En 1829 propuso la creación de un Montepío y un Jardín de Aclimatación. En 1830 publicó el Boletín de Comercio, periódico con información comercial y de tráfico marítimo.
El 1 de marzo de 1831 con el nombre "Ateneo Argentino", reabrió en Florida 122 con la participación de su esposa el Colegio de Señoritas, antes dirigido por los esposos Curel.

### Primeros problemas (1832-1835)

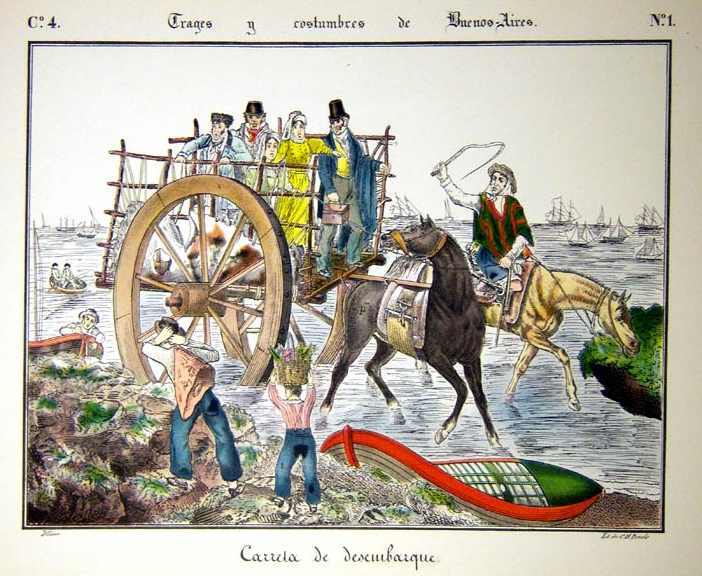
Pasajeros desembarcando, en Trages y costumbres....

En 1832 Juan Manuel de Rosas decretó que los editores de periódicos que fueran extranjeros, debían optar por la nacionalidad. Bacle cerró su periódico y transfirió la imprenta a un administrador, emigrando a la isla de Santa Catalina, Brasil, donde vivió algo menos de un año, durante el cual trabajó principalmente en reunir una vasta colección de minerales, vegetales y animales disecados o embalsamados y objetos indígenas.
En 1833 regresando a Buenos Aires, su buque naufragó en las cercanías de la isla de los Lobos perdiendo su trabajo. En la ciudad se hizo cargo de la Litografía del Estado, reiniciando la colección de Trages y Costumbres de la Provincia de Buenos Aires que terminó de publicar en 1835. Contó para esta, quizá su obra de mayor relevancia histórica, con la asistencia de dibujantes como Arturo Onslow, Hipólito Moulin y Carlos Enrique Pellegrini.
Ese año abrió la Imprenta del Comercio, que puso a cargo de su hijo mayor Augusto Bacle.
Publicó también el Diario de Anuncios y publicaciones oficiales de Buenos Aires, en el que incluyó litografías lo que lo convierte en el primer periódico ilustrado del país.
El 4 de abril de 1835 inició la publicación del Museo Americano, también llamado Libro de todo el mundo, cuyo primer tomo reunía 126 litografías en 416 páginas.
En el ambicioso Museo Americano, Bacle pretendió "que en él se hallen materias de todos los precios, de todos los gustos: cosas antiguas y modernas, animadas e inanimadas, monumentales, naturales, civilizadas, salvajes, pertenecientes a la tierra, al mar, al cielo, a todos los tiempos, procedentes de todos los países (...) en una palabra imitar en nuestros grabados, describir en nuestros artículos todo lo que sea digno de fijar la atención y las miradas". La entrega de esa virtual enciclopedia se efectuaba por fascículos por suscripción, mecanismo original para la época. Es considerado el primer libro ilustrado impreso en un establecimiento litográfico argentino.

### Últimos años (1835-1838)

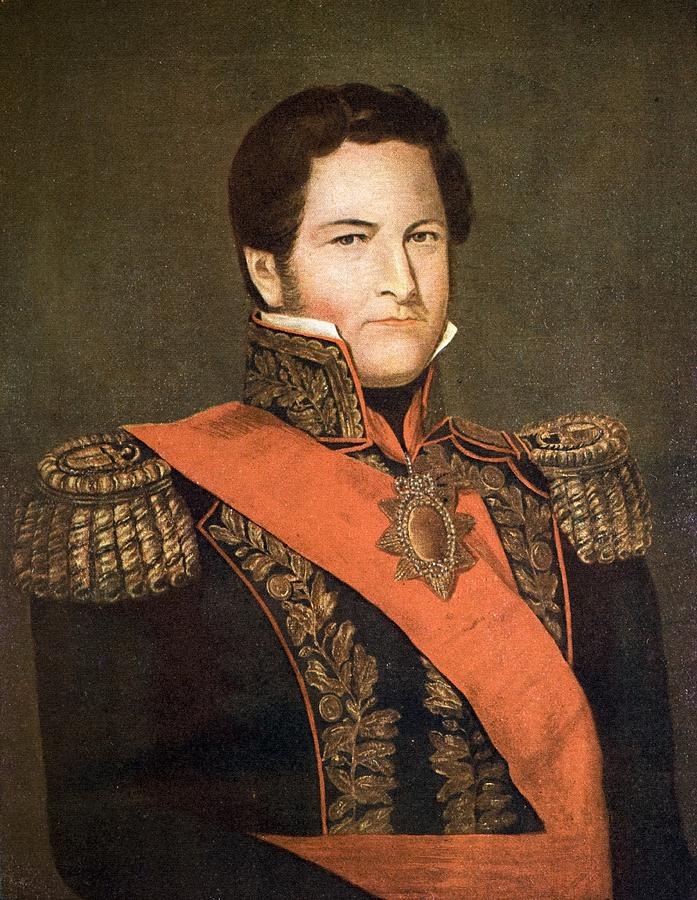
Juan Manuel de Rosas.

En 1835 Gregorio Ibarra (1814-1883), amigo de Rosas instaló su Litografía Argentina. Si bien en los comienzos Bacle se limitó a publicar impresos para canto y piano y recién en 1837 encararía un proyecto más ambicioso como el periódico Boletín Musical y en 1839 su propio "Trages y Costumbres de la Provincia de Buenos Aires", pudo haber sido percibido  como una señal de alarma.
Tras publicar El Recopilador, obra similar al Museo e ilustrada con numerosas litografías, de la que alcanza a imprimir 25 números, en octubre de 1836 viajó a Chile obteniendo del ministro Diego Portales un contrato para fundar en ese país la imprenta y litografía del estado. Vuelto a Buenos Aires para preparar su partida a Chile, el 4 de marzo de 1837 fue detenido en el Cuartel del Retiro al denunciarse su vinculación con Bernardino Rivadavia.
Se lo acusaba de vender planos de importancia militar a Bolivia, en connivencia con los unitarios refugiados allí, de apoyar a los exiliados en Uruguay e intervenir en los asuntos internos de Chile. El vicecónsul Aimé Roger, a cargo provisoriamente de la legación francesa, afirmaba la inocencia de Bacle, no obstante existía una carta dirigida el 25 de febrero de 1837 a Rivadavia ofreciendo de acuerdo con el ministro chileno Diego Portales facilitar el pasaje de Agüero, Alsina, Varela y Rivadavia mismo a Chile con el objeto de obstaculizar la alianza con Rosas para enfrentar a la Confederación Peruano-Boliviana, corroborado con correspondencia de Alsina y de Mora, secretario del General Andrés de Santa Cruz.
Roger solicitó el 4 de marzo de 1837 que se lo remitiera a Francia para juzgarlo en el caso de que fuese culpable y posteriormente exigió directamente que de serlo se le concediera el perdón, no obteniendo respuesta alguna del gobierno.
Pese a la intervención de Roger, Bacle permaneció detenido seis meses. A fines de 1837 la salud física y mental de Bacle estaba sumamente deteriorada. Fue liberado pero falleció en su casa el 4 de enero de 1838. 
Roger acusaba de malos tratos a su custodia, específicamente al coronel D. N. Quevedo, afirmando que después de cerca de seis meses de estar encerrado en un calabozo había sido devuelto a su casa en un deplorable estado de salud. Al siguiente día el vicecónsul, los oficiales del navío d'Assas y más de quinientos franceses acompañaron el cortejo fúnebre.
Su esposa e hijos, en la miseria, se embarcaron para Europa el 2 de marzo de ese año.
Su prisión y muerte fueron una de las causas aducidas para justificar la intervención francesa.
El mayor de sus dos hijos, Etienne Auguste Isaac Charles Bacle, nacido en Ginebra el 21 de febrero de 1817, murió el 16 de diciembre de 1873 en Constantinopla donde se desempeñaba como asesor del Sultán.